# Вірменська церква (Дніпро)
Церква святого Григора Лусаворича — парафіяльний храм Української єпархії Вірменської апостольської церкви у місті Дніпро.

## Історія
Храм заснований 2003 року за сприяння лідерів вірменської громади міста Дніпра. Активне будівництво розпочалося 2010 року. У будівництві використаний традиційний вірменський туф особливого, персикового відтінку. Престол споруджений 2017 року, накупольні хрести освячені того ж року за участі єпископа УПЦ КП владики Симеона (Зінкевича).
Освячення храму відбулося 17 березня 2018 року за участю Патріарха і Католикоса усіх вірмен Гарегіна ІІ.
При храмі діє вірменська недільна школа.

## Настоятель
Протоієрей Тер Амазасп (Бабуджян) народився 6 вересня 1957, у Вагаршапаті (Вірменія).
- 1986 закінчив Ечміадзинського Духовну Семінарію Геворкян.
- 12 червня 1987 архієпископом Ґареґіном Нерсісяном (нині Католикос всіх вірмен Ґареґін II) висвячений на священика і призначений на службу до церкви Святої Богородиці міста Раздан (Вірменія).
- 1993 — переведений у Вікаріальную церкву Сурб Саркіс міста Єреван.
- З 1994 — керуючий Араратської єпархії.
- У 1995 році удостоєний права на носіння нагрудного хреста.
- В 1997 році — Патріаршим розпорядженням отримав право носити расписную фелон.
- У 2000 році призначений настоятелем церкви Сурб Саркіс (5-й Норкскій масив, Єреван).
- 2002 переведений в Українську Єпархію Вірменської Апостольської Церкви в місто Дніпро, духовним пастирем Дніпропетровської області та настоятелем церкви Святого Григора Лусаворича.
- У серпні 2008 року зведений в сан протоієрея.

## Богослужіння
Щонеділі об 11:00 годині проходить недільна служба.

## Будівництво
Цей храм у Дніпрі майже 15 років будувався вірменською громадою міста. Перший камінь у фундамент заклали влітку 2003 року.
Споруда побудована за традиціями вірменського зодчества і облицьована вулканічним каменем туф особливого, персикового відтінку, який доправляли безпосередньо з Вірменії.
Архітектори храму — Варужан Айрапетян, Хачик Данієлян і Самвел Макян. Орнамент і фігури на фасаді будівлі виконав майстер-різьбяр по каменю з Вірменії Хачатрян Арутюнов.

## Світлини

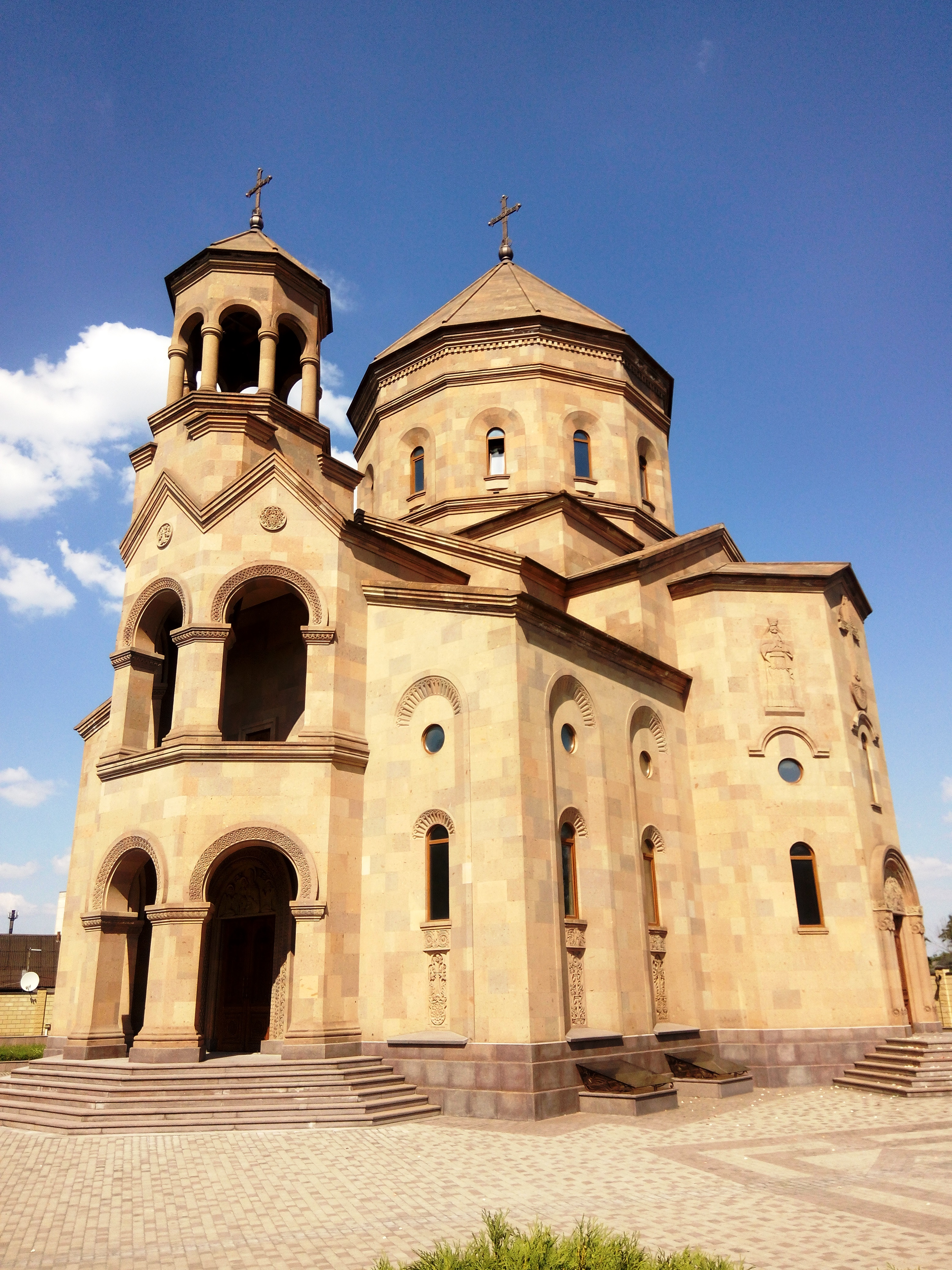
Храм Святого Григора Просвітителя
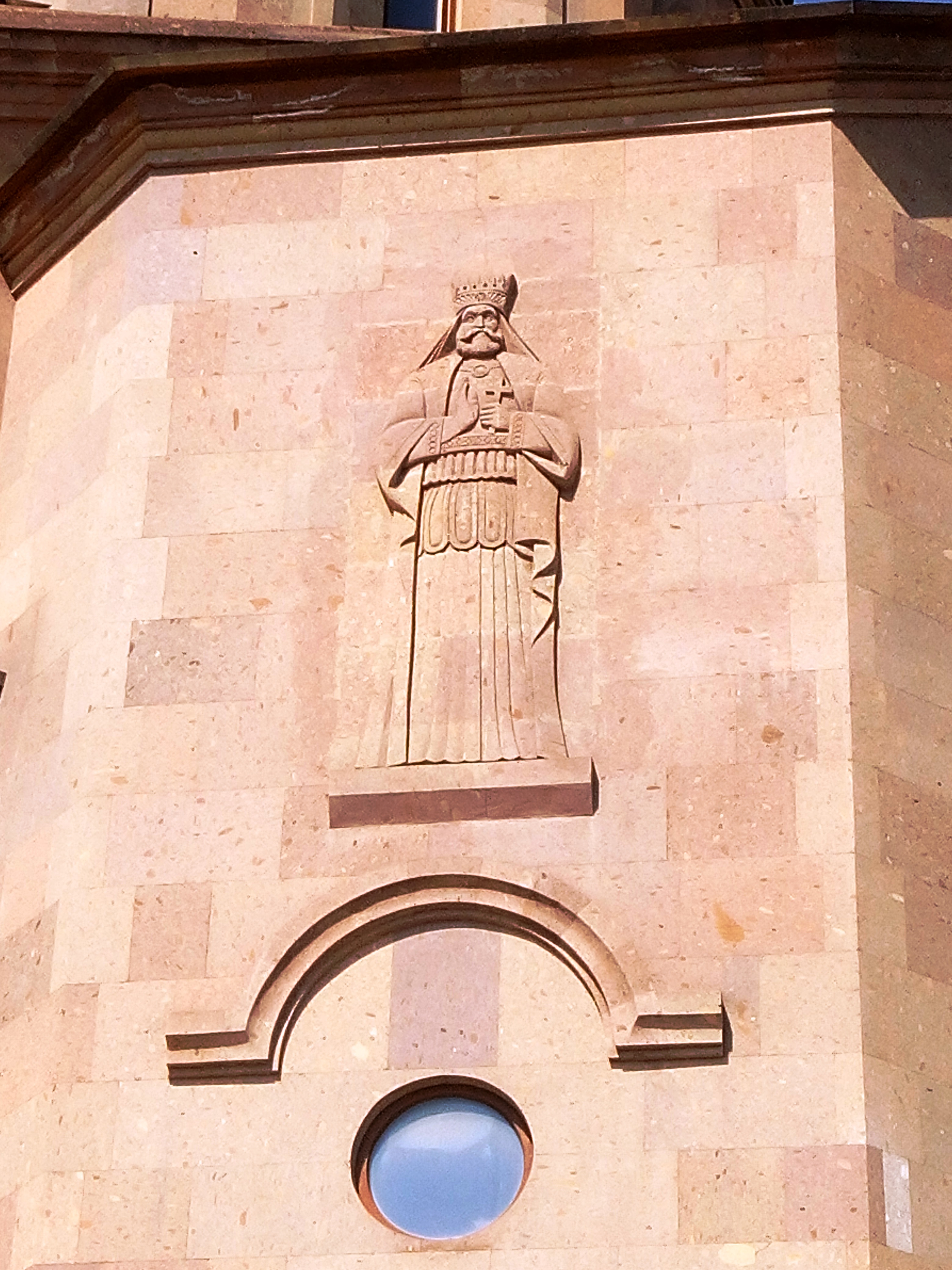
Барельєф на фасаді храму
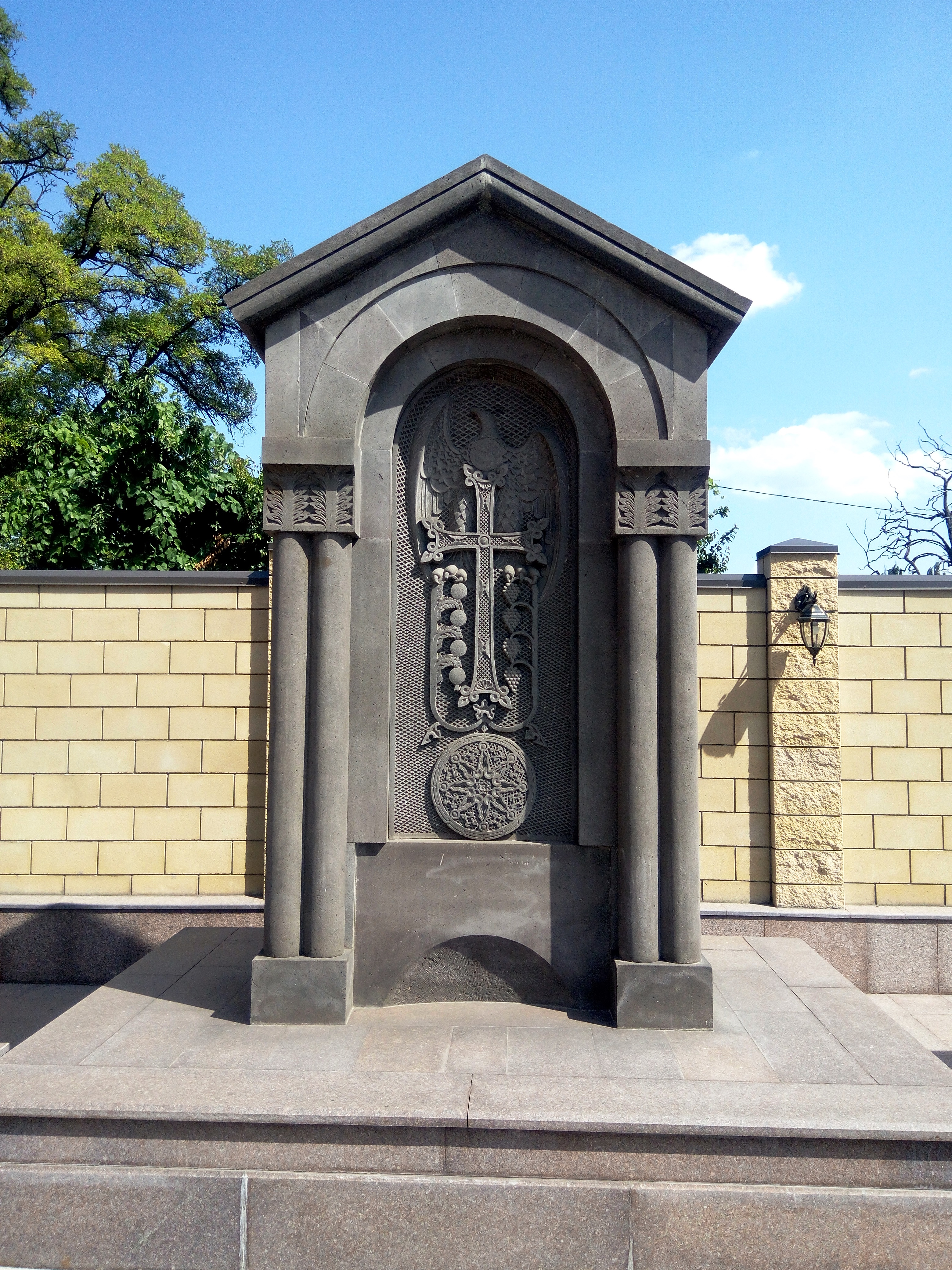
Вірменський хрест
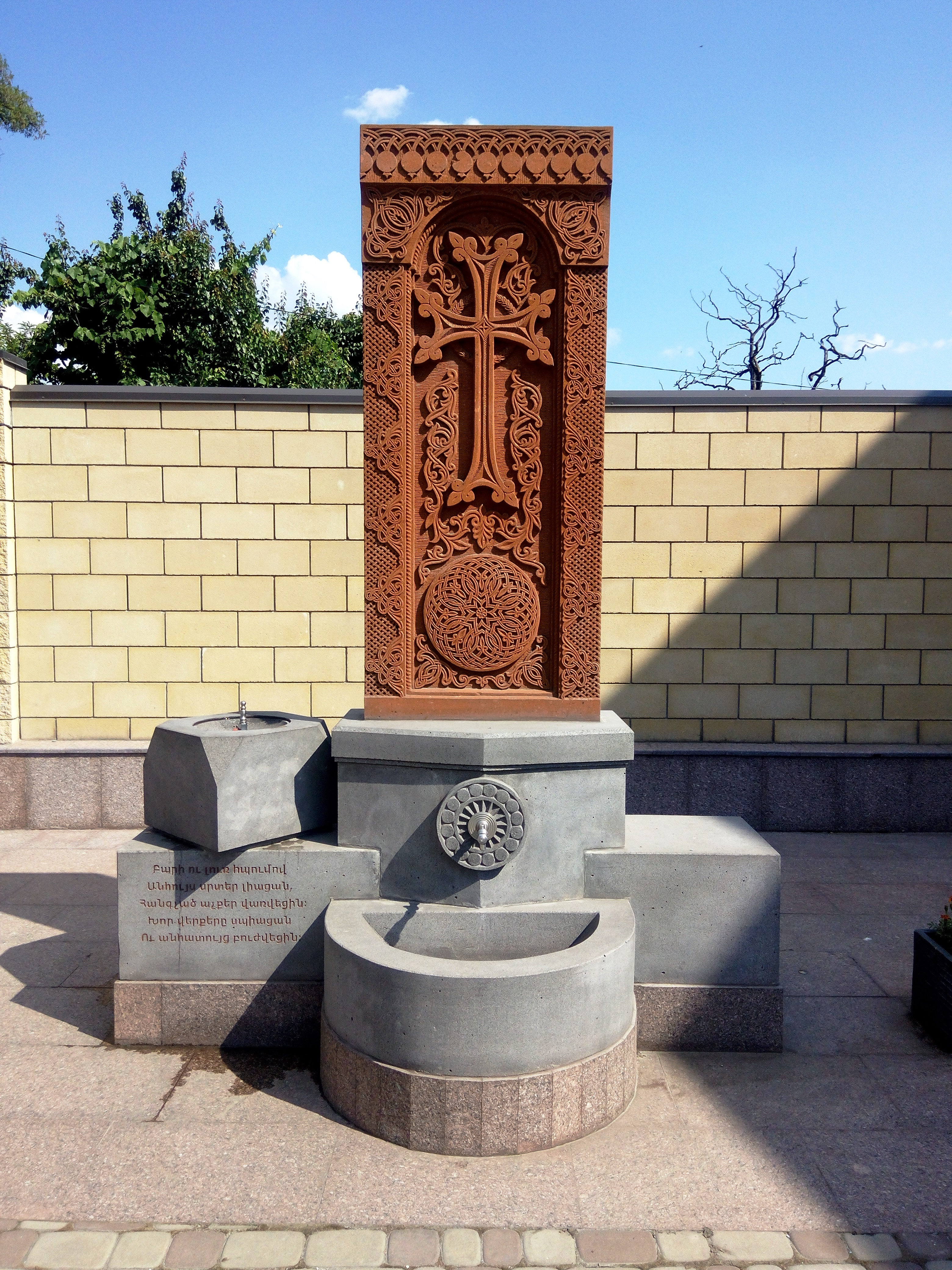
Бювет питної води
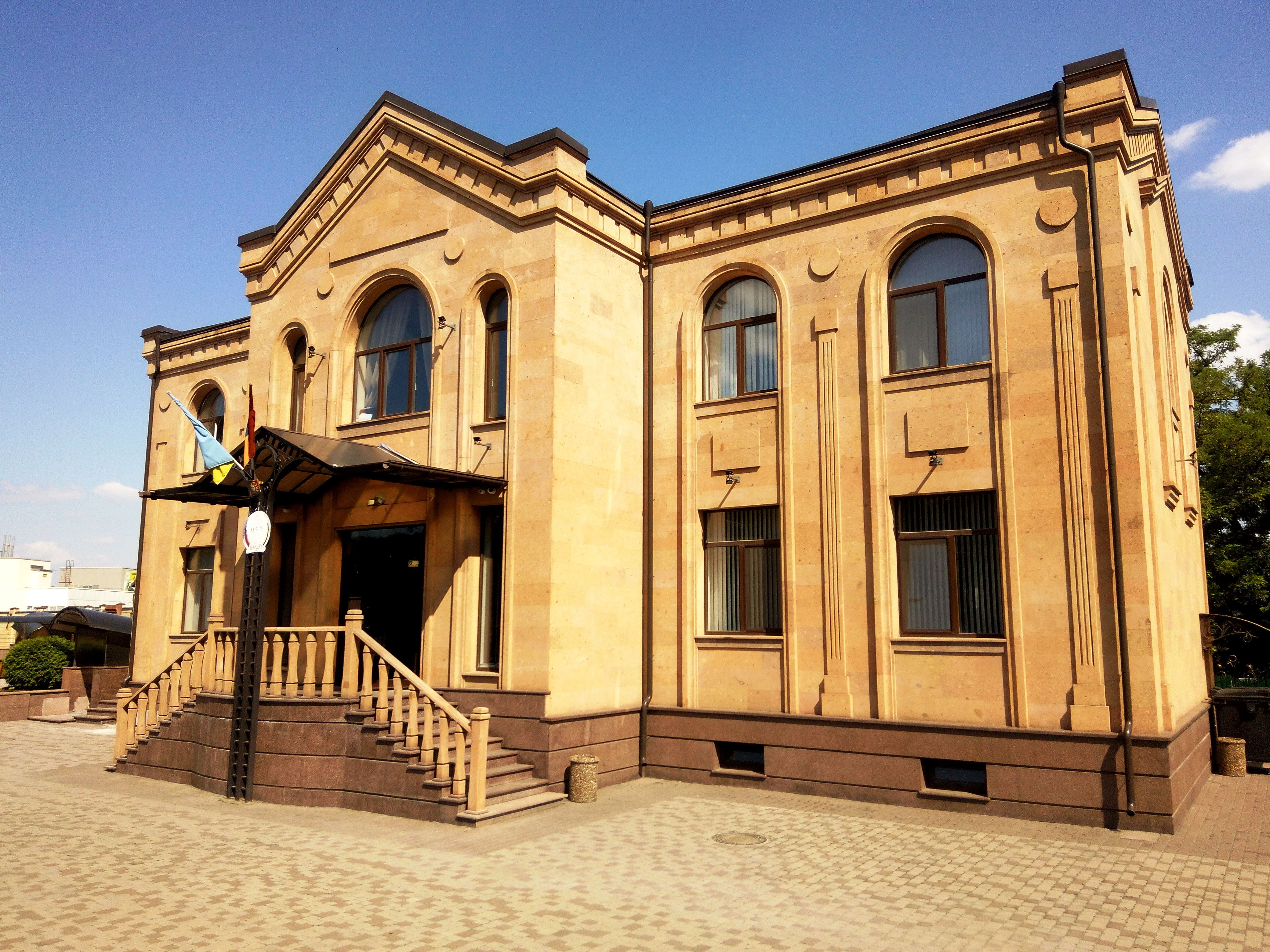
Адміністративна будівля